# Cynanchum descoingsii
Cynanchum descoingsii är en oleanderväxtart som beskrevs av W. Rauh. Cynanchum descoingsii ingår i släktet Cynanchum och familjen oleanderväxter. Inga underarter finns listade i Catalogue of Life.